# Dysdera nesiotes
Dysdera nesiotes là một loài nhện trong họ Dysderidae.
Loài này thuộc chi Dysdera. Dysdera nesiotes được Eugène Simon miêu tả năm 1907.